# Skeppsmodell
Denna artikel behandlar främst statiska modeller. För rörliga modeller se Modellsegling eller Radiostyrda modeller.

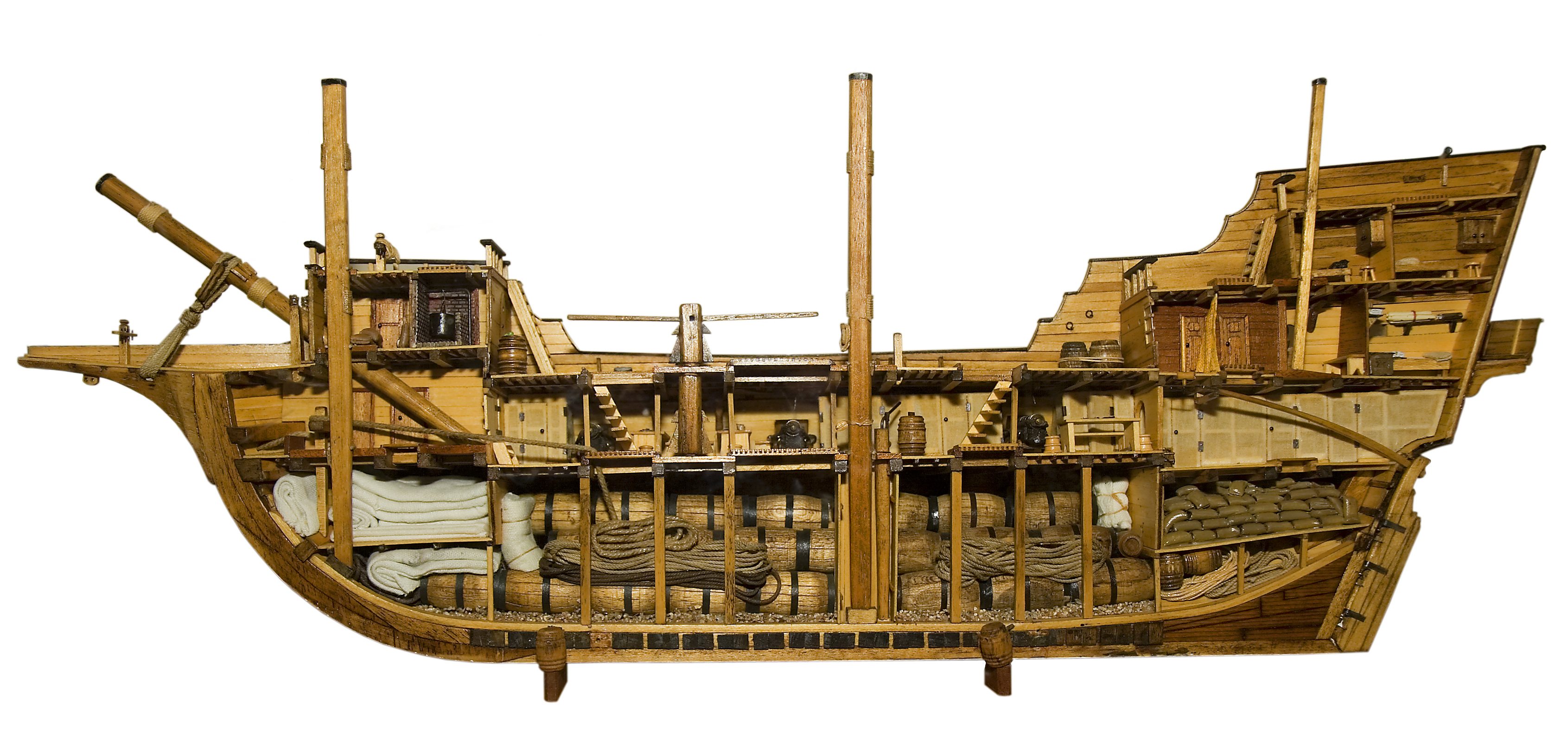
Modell av engelskt handelsskepp från 1600-talet

Skeppsmodeller eller fartygsmodeller är skalriktiga modeller av ett fartyg. De kan variera i storlek från små modeller av krigsfartyg i skala 1:6000 till stora fartyg som kan rymma människor.
Byggande av fartygsmodeller är ett hantverk lika gammalt som varvsindustrin själv, och sträcker sig tillbaka till gamla tider, när sjöfarten utvecklades.

## Historia

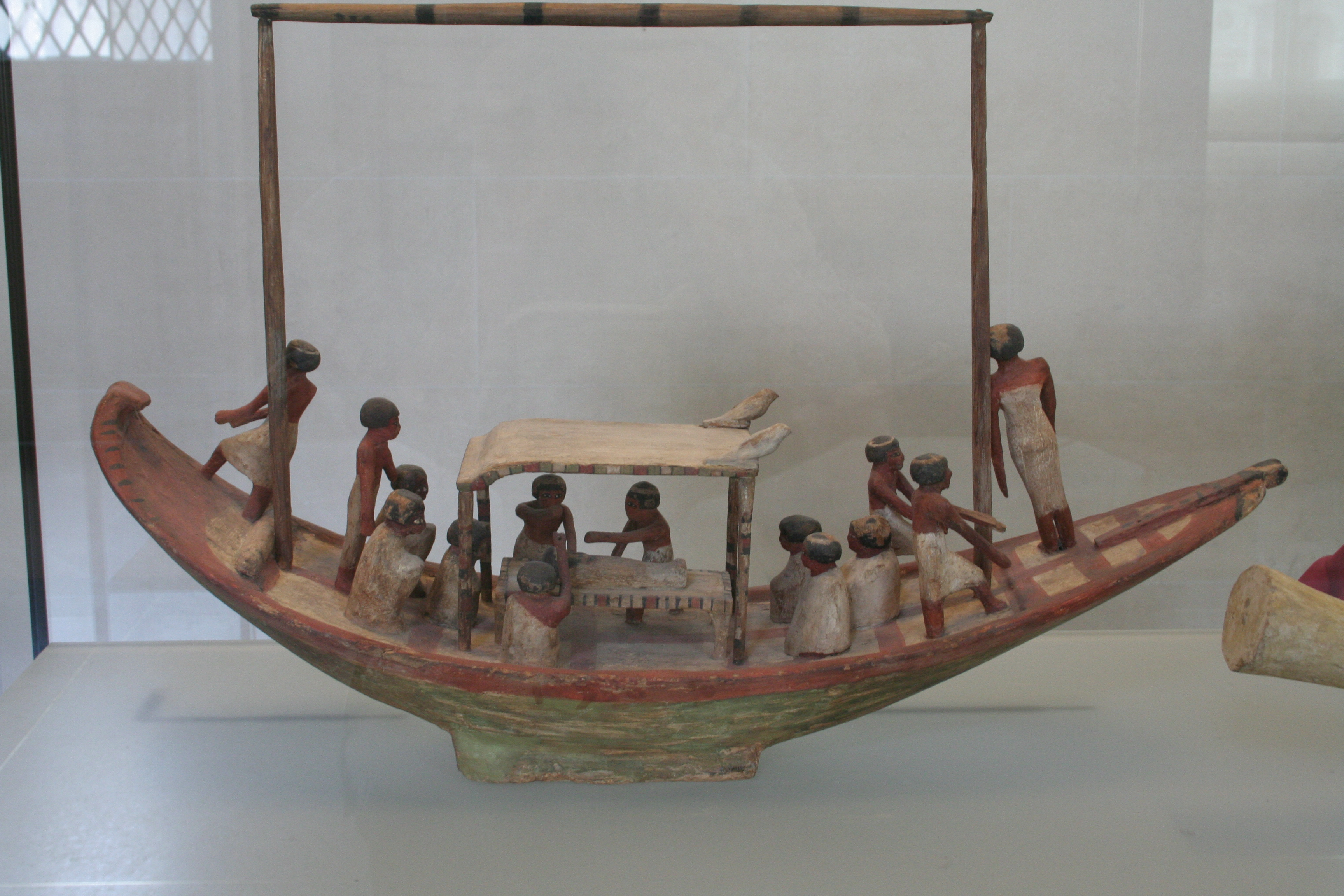
Egyptisk begravningsbåt, modell

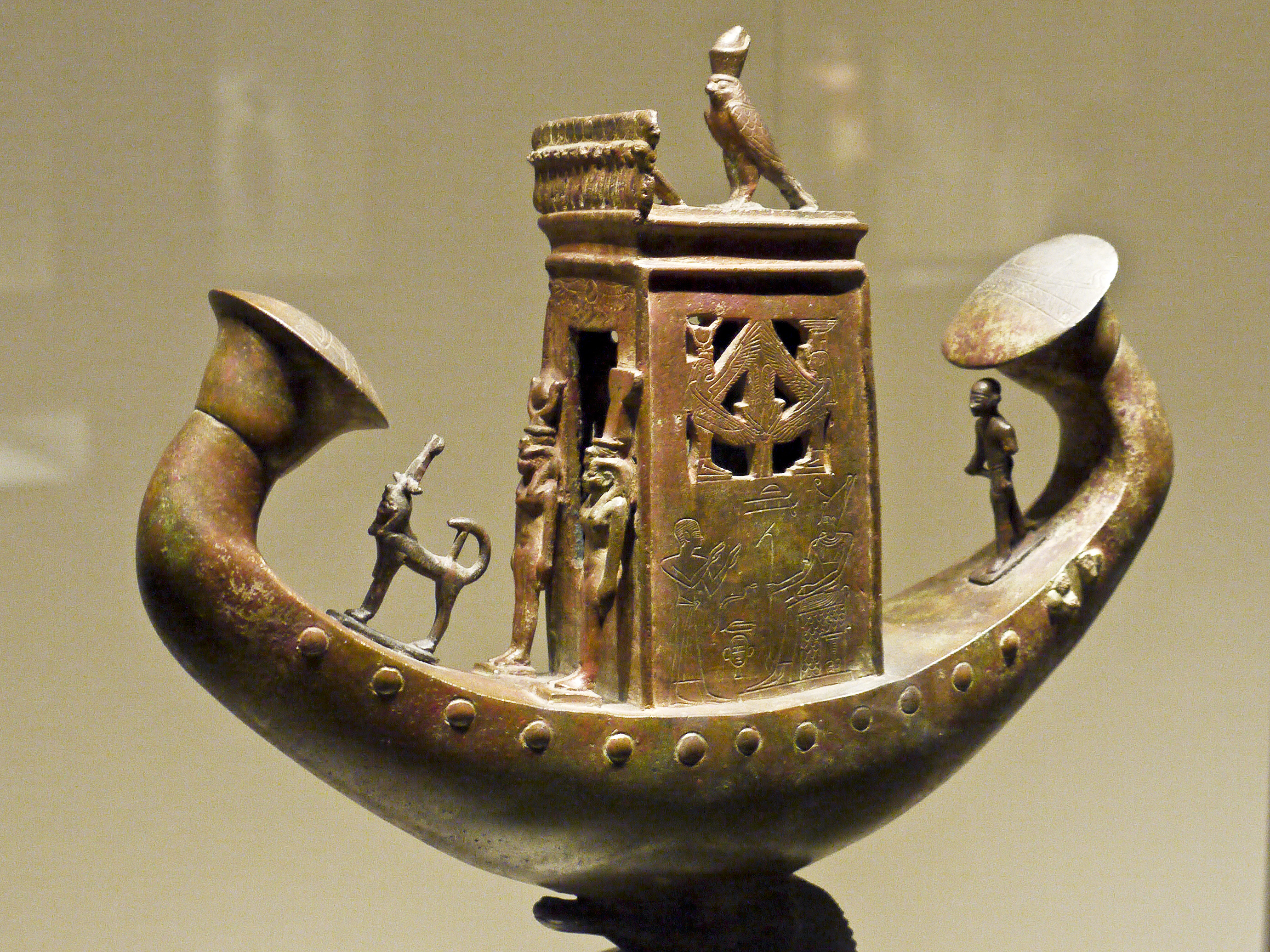
Egptisk solbåt i brons, använd vid religiösa processioner. 404-332 f.Kr.

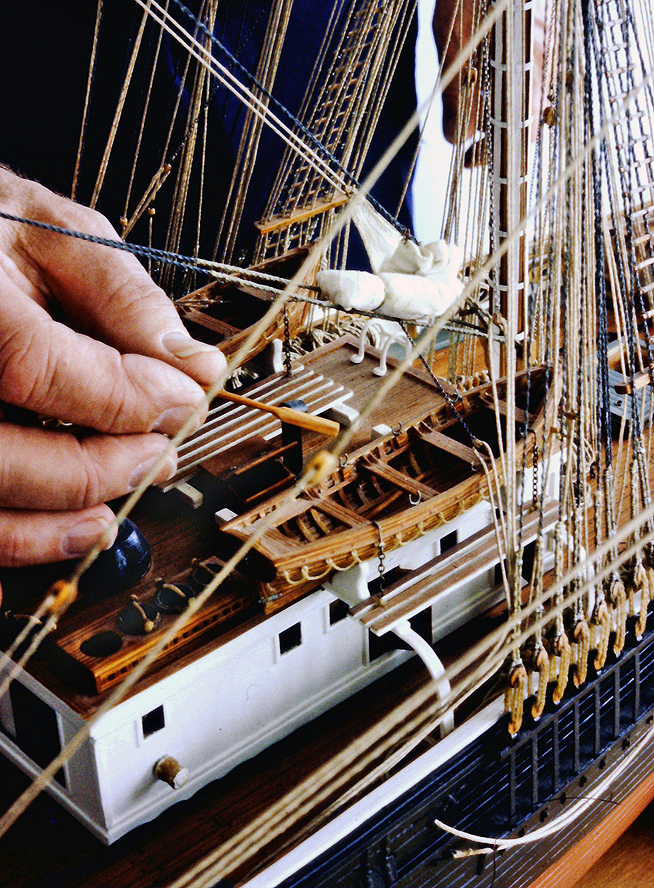
Detalj av en fullriggare.

De gamla egyptierna var de första att bygga detaljerade modeller av fartyg som har bevarats till idag  Det var ett vanligt inslag i den egyptiska begravningtraditionen att inkludera mycket exakta och detaljerade, målade, modeller i lönnträ av ett fartyg och dess besättning, avsedda för transport av själen till den avlidne till det egyptiska livet efter.
Dessa modeller, som kan vara nästan 5000 år gamla, är anmärkningsvärt väl bevarade. Eftersom de modellerna vanligtvis visar besättningen på sina respektive platser har de varit till hjälp för att förstå uppgifterna för besättningens medlemmar, vad de bar för kläder, och hur fartyget skulle ha styrts. British Museum, Louvren, Metropolitan Museum of Art, och många andra museer i hela världen, visar omfattande samlingar av dessa rituella båtar.
Skeppsmodellbygge förekom redan i föregyptisk tid, den äldsta modellen av ett segelfartyg över huvud taget är en 4000 år gammal modell i lera som hittades i Mesopotamien och som idag kan ses på Israels museum i Jerusalem.
De äldsta väl bevarade och fint detaljerade fartygsmodellerna är några gravgåvor till faraon Tutankhamun (1333-1324 f.Kr.).
Till så kallade halvmodeller kan man också räkna in relieffartygen. Några av dem finns bevarade från romartiden (till exempel triremsbåtar) från cirka 200 f.Kr. och även i kristna reliefer (till exempel skildringarna av den helige Sankt Kristoffer).
Från år 1525 är det känt att konkurrerande skeppsbyggmästare i staten Venedig visade upp sina förslag till båtmodeller inför ett skeppsbyggnadsprogram, vilket förmodligen var utgångspunkten för en helt ny utveckling inom fartygsmodellbygget, nämligen att skapa skalriktiga och i proportionerna korrekta modeller.
Från 1670 avkrävdes genom dekret sådana modeller i Danmark från skeppsvarven. De äldsta bevarade varvs- eller dockmodeller i England är från 1655.
Fram till förra århundradet formgavs fartyg med hjälp av halvmodeller och efter denna förebild bestämdes spanten och även utläggandet av bordläggningen. Stor betydelse fick sedan de hydrodynamiska fartygsmodeller runt 1900. Varvsmodeller, som visar hela fartyget, fungerar nu främst för åskådning (reklam, dekoration, museer).
Icke-kommersiella skeppsmodeller, som tjänar ett rent privat nöje, är svårare att följa genom historien. Antagligen har barn så snart det funnits båtar byggt modeller av sådana för lek och då även byggt funktionella modeller (så byggs av polynesiska barnbåtar ännu idag (utriggare), vilka lika gärna skulle kunna ha tillverkats för 3000 år sedan). Men dessa modeller ägnades inte då och inte heller idag någon större uppmärksamhet.
Bland båtmodeller för vuxna är främst skeppsmodeller av ben och elfenben anmärkningsvärda. Dessa har till största delen producerats av seglare och har en fantastisk detaljrikedom.
Funktionella modeller för vuxna med segel fick vänta till mitten av 1800-talet. Modeller med motorer uppstod snart efter att motorerna uppfunnits och kommit in på marknaden. Utvecklingen av för privatpersoner tillgängliga verktyg och tekniker har lett till en snabb utveckling också inom denna sektor, vilket många klubbar och böcker visar.

## Modellbåtsbygge i dag
Utbudet av modeller når en bred massa via webbplatser och e-postutskick. En hög grad av prefabricering även i mycket komplicerade modeller gör byggsatser attraktiva även för nybörjare. Vad som för 40 år sedan skulle kunna ha gällt som en mästerlig modell, skulle i dag många ungdomar ha kunnat bygga som sin första modell. Till exempel var skrovet och däckläggningen länge överdrivna eller fanns bara antytt i byggsatserna. I dag tillhandahålls många byggsatser med bordläggning och däcksplankor utskurva med laserverktyg. Etsningsteknik och formsprutning av plast har möjliggjort strukturer som förr var reserverade för guldsmeder och urmakare.
Mästerskap i modellbygge har lett till att utvecklingen gått framåt när det gäller detaljer. Det finns nu utvecklad teknik i modeller som man förr trodde var omöjlig att skapa. Skeppsmodellerna är nu delvis så exakta och att ögat även i detaljerade bilder kan ha svårt att skilja mellan den ursprungliga båten och modellen. Lättbyggnadsteknik tillåter fjärrstyrning av segelbara yachtmodeller med ett deplacement av bara 300 gram. Ett stort antal böcker och webbplatser på Internet bidrar till att sprida grundläggande tekniker och "tricks".
Tack vare det mindre krav på utrymme och enkel hantering, finns det nu en ny grupp av mikromodeller. Så kallas modeller som är mindre än 50 cm längd. Ofta är plastbyggsatserna utrustade med radiostyrd fjärrkontroll, men det finns även några färdiga modeller att köpa. Den tekniskt möjliga gränsen ligger för närvarande på cirka 10 gram total vikt för motor, batterier, mottagare och skrov.